# 방각본
방각본 소설(坊刻本小說), 간단히 방각본은 조선에서 임진왜란과 병자호란이 끝난 후 17세기부터 20세기 초까지 상업적 이윤을 목표로 출간된 소설이다. 일반 민중의 문학적 욕구를 일정 부분 수용한 형태이며 군담소설이나 애정소설 등이 주 내용이었다. 영조와 정조 시대에 활성화되었으며 한글의 대중화에 이바지하였다.

## 역사
방각본은 민간 출판업자가 영리적으로 찍어내 판매하던 책으로, 크게 한학과 유학서, 실용서, 소설의 세 가지로 나뉜다. 조선에서는 17세기부터 본격적으로 출간되었다. 중국과 일본보다 한국에서 늦게 등장한 이유는 방각본을 향유할 만한 독자층의 성장이 늦었기 때문이다. 서울, 전라도 전주, 태인, 나주, 경기도 안성 등에서 출판되었다. 독자의 성장, 자본의 성장, 관영 수공업 체제의 붕괴에 따른 민간 수공업자의 등장이 방각본의 유통을 촉진하였다. 관청에서 간행한 관각본(官刻本), 서원에서 간행한 서원판본(書院版本), 민간에서 개인적으로 간행한 사각본(私刻本)보다 품질은 조악하였으나, 문자문화의 확산과 독서 인구의 확대에 기여하였다.
방각본 소설은 시장에서의 거래를 전제로 한 상업 출판물이었다. 이덕무의 영처잡고(嬰處雜稿)에 시골 훈장들이 소설을 짓고 판에 새겨 책방에 팔았다는 기록이 있는 것으로 보아, 방각본 소설은 18세기에 발달하기 시작한 것으로 보인다. 한문 방각본 소설은 1725년 을사본 <구운몽>(나주 午門), 1803년 <구운몽>(전주)이 가장 이르며, 한글 방각본 소설은 1780년 <임경업전>(서울 京畿), 1847년 <전운치전>(서울 由谷), 1848년 <삼설기>(서울 由洞)가 가장 이르다. 1725년 을사본 <구운몽>을 제외하고 모두 서울에서 나온 경판본(京板本), 전주에서 나온 완판본(完板本), 안성에서 나온 안성판본(安城板本)이다.
소설책 생산 비용이 늘면서 방각업자들은 소설의 분량을 줄여서 생산 단가를 낮추고, 새로운 판목을 새기는 대신 기존 작품의 생산에 집중하였다. 반면 소설의 차람(借覽: 빌려 봄)과 반납을 업으로 하였던 세책가는 판본의 유연한 수정이 어려웠던 탓에 서서히 도태되어, 방각본 소설이 더 큰 인기를 끌게 되었다. 그러나 1909년에 출판법이 시행되면서 인허가를 받은 출판사만 책을 낼 수 있게 되자 영세한 방각업자들이 책 생산을 중단하고, 납활자로 인쇄한 값싼 딱지본 소설이 크게 유행하면서, 방각본 소설은 쇠퇴하였다. 박성칠의 박성칠서점이 판목을 인수하여 안성판본 소설을 1910년대 말까지 간행하고, 백두용의 한남서림이 판목을 인수하여 경판본 소설을 1920년대까지 간행하며 방각본 소설의 맥을 이었다.
방각본 소설은 필사본으로 충족할 수 없게 된 서민 독자층의 욕구에 부응하였으며, 일부 계층만 즐겼던 문학을 대중적으로 향유하는 기반이 되었다.

## 판본
방각본 소설은 거의 한글본이었다. 경판본 소설은 흘림체의 글씨, 축약된 내용, 세련된 문장이, 완판본 소설은 해서체의 글씨, 풍부한 내용이 특징이었다. 안성판본 소설은 경판본과 유사하였다. 지역을 불문하고, 한 방각소에서 새긴 판목을 다른 방각소에서 인수하여 방각소의 이름만 바꾸거나 아예 간기(刊記)를 깎아내고 간행하는 일이 잦았다.
경판본 소설은 글씨는 흘림체, 판광(板匡)은 약 16x20 cm, 한 행의 글자 수는 20~30자, 권당 장수는 20~30장 전후였다. 간기가 남지 않은 것이 많다. 경판본은 초기에는 권당 30장 전후로 출판되었는데, 시간이 지날수록 분량이 줄어 15~16장까지 줄어들었다. 이는 방각소끼리의 경쟁과 경제적 조건의 변화에 따른 것이다. 방각소의 위치를 고려하면, 경판본 소설은 주로 성안의 중인층과 성 밖의 하류층에 의하여 생산되었던 것으로 보인다.
완판본 소설은 글씨는 해서체, 판광은 약 5x6.2치, 한 면의 행 수는 13행, 한 행의 글자 수는 20여 자 정도였다. 완판본은 초기에서 후기로 갈수록 분량이 늘어나는 양상을 보였다. 경판본과의 차이는 서울 일대의 화폐 가치가 당백전과 같은 악화(惡貨)가 유통되어 갈수록 변동이 심해진 것과 달리, 전주 일대의 화폐 가치가 기존의 엽전을 그대로 사용하여 큰 변화가 없었던 것에서 원인을 찾을 수 있다. 또 전주는 종이로 유명한 곳이어서 전주의 방각업자들은 소설을 펴내는 종이를 저렴하게 공급받을 수 있었고, 그 결과 책값도 크게 비싸지 않았던 것으로 보인다. 완판본 소설은 이들의 애호를 받았다. 현전하는 판본은 1803~1923년 사이에 간행되었고, 그 중 간행이 가장 활발하였던 것은 1850~1910년 정도였다. 내용은 군담소설이 대부분이다. 완판본 방각소의 위치를 고려하면, 완판본 소설은 주로 성 밖의 수공업자와 상인들에 의하여 간행되었다.
안성판본 소설은 경판본과 글씨가 같고, 판광은 약 15.8x20.2 cm, 한 면의 행 수는 약 15행, 한 행의 글자 수는 20~30자 정도였다.

### 글씨
경판본 소설의 글씨는 궁체 기반의 흘림체로, 획의 굵기, 글자의 크기, 자간 등이 일정한 편이다. 경판본의 독자는 중인 및 서리층과 사대부가의 여성이어서 궁체를 읽을 수 있었다. 이러한 균제미는 상층 문화에 경도된 한양의 중인층의 지향이 반영된 것으로 볼 수도 있다. 대체로 ㅇ은 둥근 모양이고, ㅌ은 ㄷ 위에 가로 획을 덧댄 형태이며, ㅔ는 두 세로 획이 길이가 다르다.
완판본 소설의 글씨는 1850년대까지는 초서체(궁체)가, 1889~1902년에는 행서체가, 1902년 이후에는 해서체가 쓰였다. 같은 춘향전이라도 인쇄 시기가 이른 별춘향전의 글씨는 흘림체에 가깝고, 보다 늦은 열녀춘향수절가의 글씨는 정자체에 가깝다. 완판본의 독자가 초기의 서리층에서 점차 농민층으로 이동하면서, 궁체를 판독하기 어려워진 것이다. 가로 획은 굵기의 변화가 없으며 얇고, 세로 획은 굵기의 변화가 있으며 두꺼운 편이다. 글자의 크기가 일정하지 않아 자간도 불규칙하다. 이러한 자연스러움은 발랄하고 생동하는 전주의 민중층의 지향이 반영된 것으로 볼 수도 있다. 완판본 글씨의 전형인 해서체는 ㅇ은 삼각형에 가깝고, ㅌ은 세 가로 획이 세로 획과 모두 붙어 있으며, ㅔ는 두 세로 획이 길이가 같다.

### 책판
방각본 소설은 간혹 토판으로 간행된 것이 있으나 일반적으로 목판본이었다. 토판본은 완판본 <조웅전>(3책 전부), <장경전>(1책 중 일부), <홍길동전>(1책 중 일부) 정도뿐이다.
방각본 소설을 찍어낸 책판은 남은 것이 거의 없다. 경판본은 전라남도 순천시 낙안면 뿌리깊은나무박물관에 소장된 월왕전 책판 6점이 전부이다. 완판본은 개인 소장 삼국지 책판 1점만 온전한 상태이며, 책판을 재사용하여 만든 분첩, 담뱃갑, 보석함이 하나씩 전해진다. 서울 한남서림의 목판은 전형필에게 넘어갔다고 하나 현재 확인되지 않고, 전주 양책방의 목판 300~400점은 윤규섭(尹圭涉)을 거쳐 국문학자 김삼불(金三不)의 소유가 되었으나 6.25 전쟁 때 폭격으로 불탔으며, 안성 박성칠서점의 목판은 1960년대까지 모두 길바닥에 깔거나 연료로 써 없어졌다고 한다.

## 생산과 유통
방각본은 종이 등 재료가 넉넉하게 공급되고, 판에 글자를 새기는 각수(刻手)와 인쇄를 맡는 인출장(印出匠) 등 기술진이 존재하고, 시장의 규모가 일정 수준을 넘는 지역이어야 생산 및 유통될 수 있었다. 서울은 대도시였으며, 안성은 물화의 집산지이자 서울과 가까운 곳이었기에 방각본이 발달할 수 있었다. 전주는 한지가 생산되었고, 관영 수공업자가 집단으로 살았고, 조선의 3대 시장으로 꼽힌 전주장이 있어 판매가 보장되었고, 여가 독서의 여건이 되는 부유한 소작농이 성장하였고, 특히 소설의 경우 농민들이 판소리를 즐기다가 판소리판에 가지 않고도 판소리를 감상하고자 하는 욕망이 있었기에 방각본이 발달한 것으로 보인다.
방각본 소설은 많은 작품이 적당히 팔리기보다 적은 작품이 많이 팔려야 이윤이 좋았으므로 방각업자들은 시장성 있고 분량이 길지 않은 작품을 선호하였다. 주로 상인 계층이었던 방각업자들은 소설을 팔아 이익을 많이 축적하기 위하여 독자가 이미 잘 아는 작품을 방각본으로 택하였다. 1900년대 초반에는 방각본 소설 한 권을 간행하는 데에 400여 원이 들었는데, 소설 한 권이 15전이라면, 최소 2700부가 팔려야 이익을 낼 수 있었다. 방각본 소설의 가격은 종이값에 따라 변하였는데, 나중에는 서양에서 값싼 백로지(白鷺紙)가 수입되면서 책값이 떨어졌다. 종잇값을 감당하기 위하여 방각업자들은 지물포를 함께 운영하였던 것으로 보인다.
조선 시대에는 소설 창작 행위 자체가 명예롭게 여겨지지 않았고, 특히 방각업은 영리를 추구하는 상업이었기에, 방각본 소설의 개작, 윤색, 축약, 부연을 맡은 작가들은 방각업자의 요청에 따를 수밖에 없었다. 이들은 세부적인 묘사나 설명을 생략하거나 축약하고 중심 사건 위주로 남겨 분량을 줄였다. 필사본이 필사자의 개작 의도나 실수에 의하여 저본(底本: 필사의 바탕이 되는 판본)과 내용이 달라지는 것과 달리, 한 방각업자가 간행하는 책은 같은 내용으로 발행되었기에 텍스트가 고정되는 효과를 낳았다.
방각본 소설은 상설 시장에서 유통되었고, 보부상 등에 의하여 판매되기도 하였다.
독자는 대체로 사대부와 중인층의 부녀자 및 평민층 남성으로, 이들은 방각본을 사 읽었을 뿐 아니라 돌려 읽거나 필사하면서 새로운 이본을 만들었다. 구체적으로 경판본의 독자는 사대부 부녀자, 서리와 중인, 상인 계층이었고, 완판본의 독자는 상인과 경제적으로 부유한 소작농이었다. 독자층의 차이는 초점화되는 내용의 차이를 낳았다. 홍길동전의 경우 경판본은 적서 차별 문제를 집중적으로 제기하나, 완판본은 경제적 수탈 문제를 더 강조한다. 서리와 중인이 다수였던 경판본의 독자는 홍길동의 신분 상승을 통하여 대리 만족을 하였으며, 농민이 다수였던 완판본의 독자는 그들이 겪는 경제적 수탈에서 문제를 느꼈던 것으로 보인다.

## 참고 문헌
- 김동욱(1960), 〈한글소설 방각본의 성립에 대하여 보관됨 2021-11-30 - 웨이백 머신〉, 《향토서울》 8.
- 김동욱(1970), 〈坊刻本에 대하여 보관됨 2021-11-30 - 웨이백 머신〉, 《동방학지》 11.
- 김한영(2012), 《안성판방각본판본고찰》.
- 김한영(2013), 《안성판방각본과 안성의 인쇄출판 전통》.
- 김현주(2017), 《춘향전의 인문학》.
- 김흥규 (1986). 《한국문학의 이해》. 서울: 민음사. ISBN 8937410494.
- 류탁일(1981), 《완판방각소설의 문헌학적 연구》.
- 이창헌(2000), 《경판방각소설 판본 연구》.
- 이창헌(2005), 〈한국 고전소설의 표기 형식과 유통 방식〉, 《한국 고전소설의 세계》.
- 임성래(2007), 《완판 영웅소설의 대중성》.
- 최영희(2019), 〈한글소설 방각본 서체의 조형적 특징 연구〉, 《동양예술》 42.
- 최운식(2004), 《한국 고소설 연구》, 개정판.
- 한국고소설학회 (2019). 《한국 고소설 강의》. 경기: 돌베개. ISBN 9788971999219.